# Bandera (Texas)
Bandera is een plaats (city) in de Amerikaanse staat Texas en valt bestuurlijk gezien onder Bandera County.

## Demografie
Bij de volkstelling in 2000 werd het aantal inwoners vastgesteld op 957.
In 2006 is het aantal inwoners door het United States Census Bureau geschat op 1222, een stijging van 265 (27,7%).

## Geografie
Volgens het United States Census Bureau beslaat de plaats een oppervlakte van
3,0 km², waarvan 3,0 km² land.

## Plaatsen in de nabije omgeving
De onderstaande figuur toont nabijgelegen plaatsen in een straal van 36 km rond Bandera.